# Wolfgang Eger (Schauspieler)
Wolfgang Eger (* im 20. Jahrhundert (evtl. Mitte oder Ende der 1920er Jahre)) ist ein deutscher Schauspieler und Hörspielsprecher.

## Wirken
Die Quellenlage über das Leben und Wirken von Wolfgang Eger ist sehr lückenhaft. Belegt sind Theaterauftritte 1961 am Contra-Kreis-Theater Bonn in Patsy von Barry Conners (Regie: Wolfgang Strohmeyer) und in der Saison 1961/62 am Theater am Kurfürstendamm in Der Hausmeister von Harold Pinter (Regie: Franz Peter Wirth). Zwischen 1955 und 1968 wirkte er in zahlreichen Fernsehproduktionen wie zum Beispiel in den Serien Nachsitzen für Erwachsene, Das Fernsehgericht tagt oder Kommissar Brahm mit. Unter anderem bei Vertonungen von Grimms Märchen war seine Stimme zu hören.

## Filmografie (Auswahl)
- 1955: Held in unserer Zeit (Fernsehfilm)
- 1956: Schiffchen zu 100 Francs (Fernsehfilm)
- 1958–1960: Nachsitzen für Erwachsene (Fernsehserie, Staffeln 1 und 2)
- 1962: Der Hausmeister (Fernsehfilm)
- 1964: Das Fernsehgericht tagt (Fernsehserie, 2 Folgen)
- 1965–1968: Das Kriminalmuseum (Fernsehreihe, 2 Folgen)
- 1967: Aktien und Lorbeer (Fernsehaufzeichnung)
- 1967: Kommissar Brahm (Fernsehserie, 1 Folge)
- 1967: Von null Uhr eins bis Mitternacht (Fernsehserie, 1 Folge)
- 1967: Vorsicht Falle! (Fernsehserie, 1 Folge)
- 1968: Die Geschichte von Vasco (Fernsehfilm)